# Lake Seal
Der Lake Seal ist ein See im Süden des australischen Bundesstaates Tasmanien.
Er liegt im Zentrum des Mount-Field-Nationalparks. In ihm entsteht der  Broad River.